# 叙萨
叙萨（法語：Sussat，法語發音：[sysa]）是法国阿列省的一个市镇，位于该省南部，属于维希区。

## 地理
叙萨（46°9'9"N, 3°3'49"E）面积8 平方千米，位于法国奥弗涅-罗讷-阿尔卑斯大区阿列省，该省份为法国中部省份，北起涅夫勒省、西北接谢尔省，西南至克勒兹省，南至多姆山省，东南临卢瓦尔省，东临索恩-卢瓦尔省。
与叙萨接壤的市镇（或旧市镇、城区）包括：埃布勒伊、拉利佐勒、瓦利尼亚、沃斯、维克。

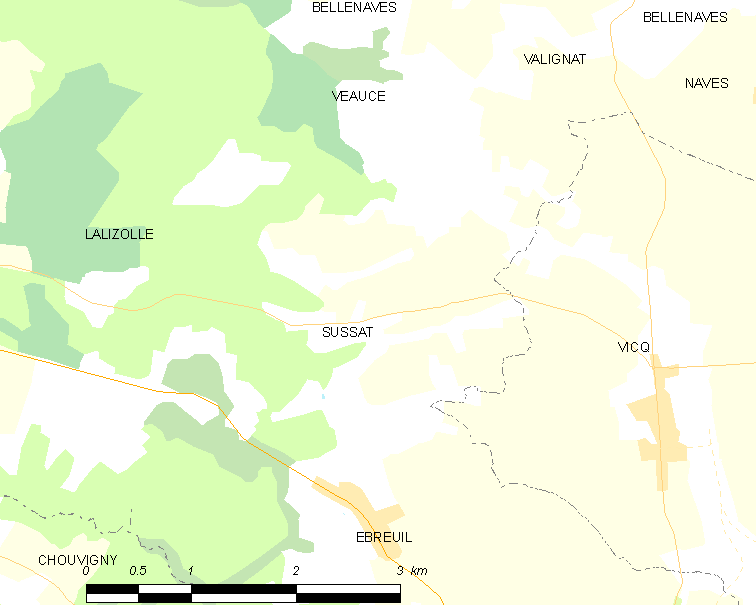
叙萨的OSM定位图

叙萨的时区为UTC+01:00、UTC+02:00（夏令时）。

## 行政
叙萨的邮政编码为03450，INSEE市镇编码为03276。

## 政治
叙萨所属的省级选区为加纳县。

## 人口

1962-2008年间叙萨人口变化图示

叙萨于2022年1月1日时的人口数量为105人。